# ディエゴ・プラセンテ
ディエゴ・ロドルフォ・プラセンテ（Diego Rodolfo Placente, 1977年4月24日 - ）は、アルゼンチン・ブエノスアイレス出身の元サッカー選手、現サッカー指導者。現役時代のポジションはディフェンダー。元アルゼンチン代表。現在はアルゼンチンU-17代表監督。

## 経歴
1996年、AAアルヘンティノス・ジュニアーズでプロデビュー。その後、CAリーベル・プレートを経て、2001年にバイエル・レバークーゼンへ移籍。2001-02シーズンはいずれも優勝こそ果たせなかったものの、UEFAチャンピオンズリーグ、ブンデスリーガ、DFBポカールで「準三冠」を達成した。2012年夏より古巣アルヘンティノスに復帰した。2013年に契約満了によりアルヘンティノスを退団、現役引退した。また同年12月にはドイツで脱税容疑により一時、拘留された。
2017年7月、アルゼンチンU-15代表監督に就任。

## 人物
- 美しい長髪が特徴で、過去には「ファン・パブロ・ソリンの再来」と呼ばれた。
- カードコレクターであり、シーズン通算でかなりの量のカードをもらってしまう。
- 幼い頃はロックシンガーになるのが夢であった。
- 最も尊敬する人物はチェ・ゲバラ。
- 2008-09シーズンにFCジロンダン・ボルドーに移籍。CAサン・ロレンソ・デ・アルマグロに移籍してからも欧州でプレーする希望を持っていたようで、ボルドーに移籍できた事は大きな喜びと発言している。
- 妻はユダヤ人。

## 代表歴

### 出場大会
- アルゼンチン代表
  - 2002 FIFAワールドカップ (グループリーグ敗退)

### 試合数
- 国際Aマッチ 22試合 0得点（2000年-2005年）[1]

| アルゼンチン代表 | 国際Aマッチ | 国際Aマッチ |
| 年               | 出場        | 得点        |
| ---------------- | ----------- | ----------- |
| 2000             | 1           | 0           |
| 2001             | 2           | 0           |
| 2002             | 5           | 0           |
| 2003             | 6           | 0           |
| 2004             | 6           | 0           |
| 2005             | 2           | 0           |
| 通算             | 22          | 0           |

## タイトル

### クラブ
リーベル・プレート
- プリメーラ・ディビシオン : 1996-97A, 1996-97C, 1998-99A, 1999-2000A, 1999-2000C

ボルドー
- リーグ・アン : 2008-09
- トロフェ・デ・シャンピオン : 2008, 2009
- クープ・ドゥ・ラ・リーグ : 2007, 2009

ナシオナル
- プリメーラ・ディビシオン : 2011-12

### 代表
U-20アルゼンチン代表
- 南米ユース選手権 : 1997
- FIFAワールドユース選手権 : 1997